# Audi V8
Audi V8 byl luxusní automobil německé automobilky Audi. Výroba probíhala od roku 1988 do roku 1993, kdy bylo nahrazeno Audi A8.

## Audi V8 DTM
Audi V8 DTM byl závodní speciál vyvinutý pro závody DTM odvozený z Audi V8. Používal se v letech 1990, 1991 a 1992. V roce 1990 s ním získal titul Hans-Joachim Stuck a v roce 1991 Frank Biela. V roce 1992 byl diskvalifikován ze sezony kvůli klikové hřídeli

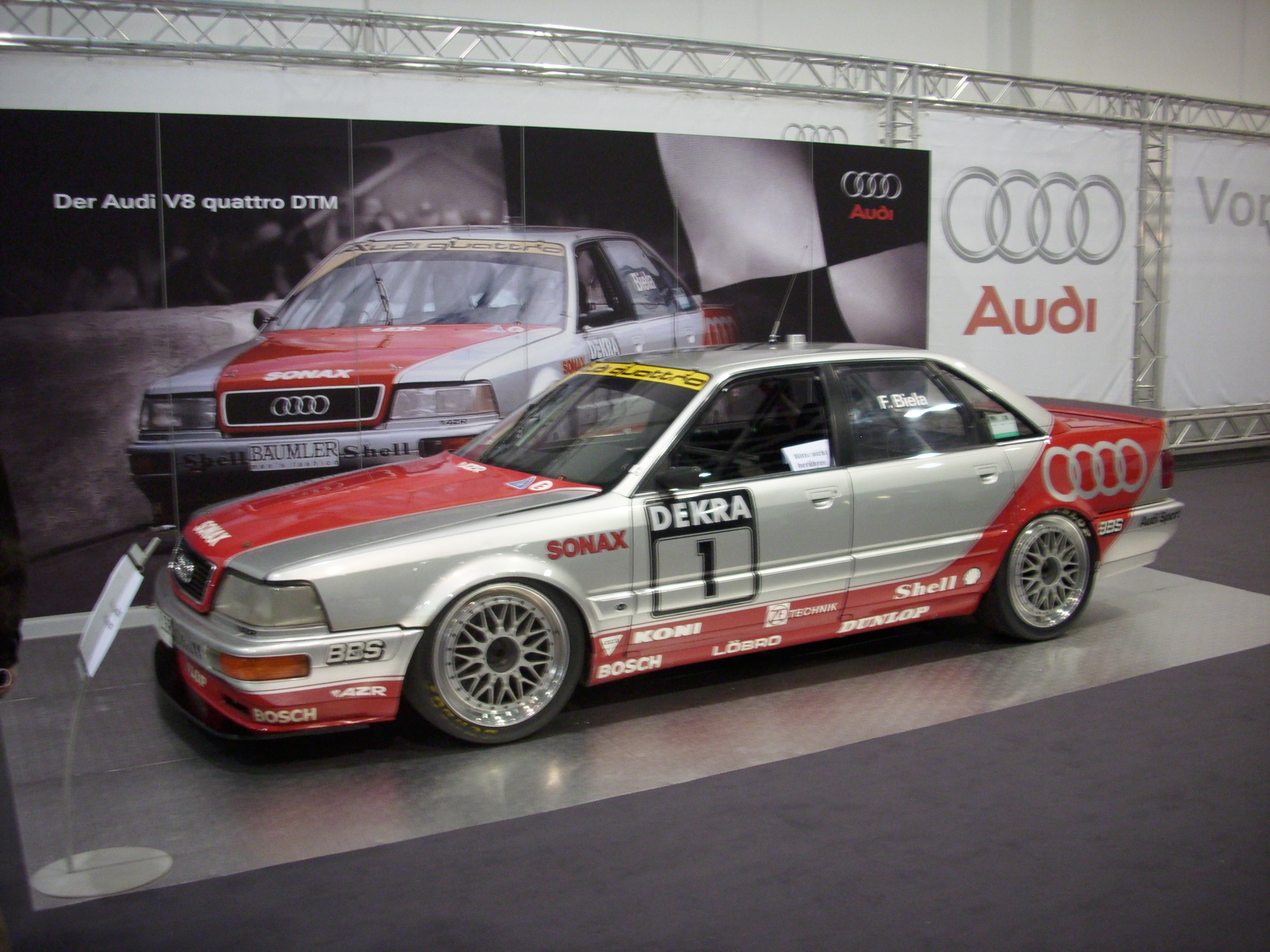
Audi V8 DTM